# Gamaliel
Gamaliel, Gamaliel Starszy (I w. p.n.e./I w. n.e.) – faryzeusz, wnuk Hillela, członek Sanhedrynu, nauczyciel Pawła z Tarsu, tannaita z pierwszej generacji. Jest nazywany Starszym dla odróżnienia od jego wnuka o tym samym imieniu. 
W Dz 5,34 został nazwany faryzeuszem i szanowanym przez cały naród uczonym w Prawie. Jego działalność przypada na lata 25–50 po Chrystusie. W Pirke Awot przypisuje się mu słowa: „Znajdź sobie nauczyciela, a będziesz się trzymał z dala od spraw wątpliwych”. On też przekazuje słowa, które dotyczą czystości rytualnej i rzucają znamienne światło na faryzejską mądrość. Pisma talmudyczne podkreślają jego wierność przepisom Prawa i surowość obyczajów. Mówiono, że po jego śmierci w Izraelu zaginął szacunek dla Prawa. 
Dz 5,34nn przedstawiają Gamaliela jako Żyda wzorcowego, który wobec chrześcijaństwa wykazuje postawę „raczej przychylną niż wrogą”. Kiedy aresztowano i przesłuchiwano apostołów, niektórzy członkowie Rady domagali się ich śmierci. Gamaliel jednak doradzał zachowanie ostrożności: „Odstąpcie od tych ludzi i puśćcie ich! Jeżeli bowiem od ludzi pochodzi ta myśl czy sprawa, rozpadnie się, a jeżeli rzeczywiście od Boga pochodzi, nie potraficie ich zniszczyć i może się czasem okazać, że walczycie z Bogiem”.